# ارتم شپیریونوک
ارتم شپیریونوک (اوکراینی: Артем Володимирович Шпирьонок؛ زادهٔ ۳۰ ژوئیهٔ ۲۰۰۲) بازیکن فوتبال اهل اوکراین است.